# انگاکو-جی
انگاکو-جی (انگلیسی: Engaku-ji) یک معبد متعلق به آیین ذن است که در قرن سیزدهم توسط هوجو توکیمونه و موگاکو سوگن در کاماکورا، کاناگاوا تأسیس شده است.